# Electric caravanas
Electric caravanas è il sesto album studio della Oi! band Klasse Kriminale.

## Brani
1. 13.00
2. Gridalo Forte
3. Tu Vieni da Garageland
4. Dove Sono Finiti?
5. Perché Corri Dove Corri?
6. I Ragazzi Sono Innocenti Part. II
7. Glory Boys
8. Si Può Fare
9. Solo Lei
10. All Roads Lead To Rome
11. Vivi la Tua Vita
12. 1st Class Kriminale
13. Oi! Fatti Una Risata (solo sull'LP)